# Herbert Biberman

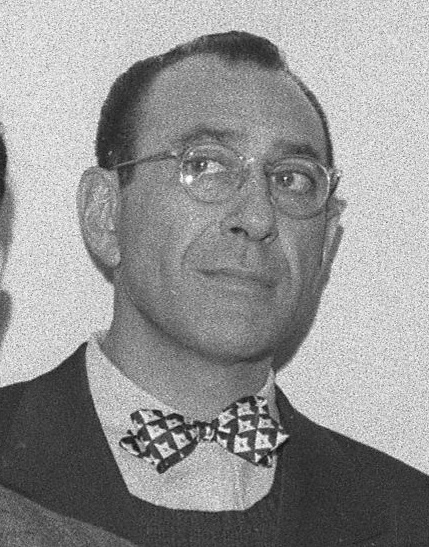
Herbert Biberman (1947)

Herbert J. Biberman (* 4. März 1900 in Philadelphia; † 30. Juni 1971 in New York City) war ein US-amerikanischer Drehbuchautor und Filmregisseur. Er wurde insbesondere durch seine Zugehörigkeit zu den Hollywood Ten und wegen seines 1953 gedrehten Films Das Salz der Erde bekannt, der von streikenden mexiko-amerikanischen Bergwerkarbeitern in New Mexico handelt.

## Leben
Biberman, der aus einer jüdischen Familie stammte, schrieb Filmgeschichten und Drehbücher zu bekannten Filmen wie King of Chinatown (1939; R.: Nick Grinde), When Tomorrow Comes (1939; R.: John M. Stahl), Action in Arabia (1944; R.: Léonide Moguy), mit Anne Froelich zu The Master Race und mit Elliot Paul zu New Orleans (1947; R.: Arthur Lubin). Bei The Master Race führte er selbst Regie, ebenso zuvor bei den Filmen One Way Ticket (1935) und Meet Nero Wolfe (1936).
1930 heiratete er die Schauspielerin Gale Sondergaard. Aus der Ehe gingen zwei Kinder hervor.
Ab 1947 begann das Komitee für unamerikanische Umtriebe unter den Filmschaffenden zu ermitteln. Biberman und auch die anderen Hollywood Ten verweigerten die Aussagen vor Gericht über eine Zugehörigkeit zur Kommunistischen Partei der USA und wurden wegen Missachtung des Gerichtes zu Haftstrafen verurteilt. Biberman verbüßte eine Freiheitsstrafe von sechs Monaten. Während Edward Dmytryk bereit war, mit dem Komitee zu kooperieren, weigerten sich die anderen und wurden auf die sogenannte „Hollywood Blacklist“ der Filmstudioleiter gesetzt.
Biberman arbeitete nach seiner Haftentlassung daher selbstständig und es entstand der Film Das Salz der Erde zu dem Michael Wilson die Geschichte schrieb. Dessen Name stand ebenso wie der des Produzenten Paul Jarrico, des Filmkomponisten Sol Kaplan und anderer Beteiligter auf der Blacklist. Der Film wurde von der Library of Congress als „kulturell bedeutungsvoll“ eingestuft und im National Film Registry, wie auch vom Museum of Modern Art in New York archiviert. Er ist einer der Lieblingsfilme von Wim Wenders. 1954 wurde Biberman beim Internationalen Filmfestival Karlovy Vary mit dem Kristallglobus für den Film ausgezeichnet, dem 1956 auch der französische Étoile de Cristal in der Kategorie Bester ausländischer Film zugesprochen wurde. Bei den Internationalen Filmfestspielen von Cannes 1969 wurde sein Film Sklaven (Slaves, 1969) gezeigt. Der Film blieb seine letzte Arbeit.
Er starb an einem Knochenkrebsleiden. Sein Bruder Edward Biberman (1904–1986) war ein bekannter Künstler.
In dem 2000 veröffentlichten Film One of the Hollywood Ten wird Biberman von Jeff Goldblum dargestellt.